# ابن طولون الصالحي
ابن طولون الصالحي (880 - 953 هـ / 1475 - 1546م)، هو محمد بن علي بن أحمد ابن علي بن خمارويه بن طولون الدمشقي الصالحي الحنفي، شمس الدين، مؤرخ وفقيه دمشقي، من مواليد الصالحية بالسهم الأعلى قرب مدرسة الحاجبية، المشهور بابن طولون الصالحي، نسبة الى الصالحية.

## حياته الشخصية
وُلد في شهر ربيع الأول سنة ثمانين و ثمانمائة في صالحية دمشق من سفح جبل قاسيون و نشأ يتيما فاقد الأم، فقد ماتت والدته ( ازدان) الرومية بالطاعون و هو رضيع٠ عاش ابن طولون في كنف ابيه و عمه حمال الدين بن يوسف بن طولون و تعلم الخط بمكتب المدرسة الحاجبية و التي كانت بالقرب من منزله٠حفظ القرآن بمكتب الكوافي الشهور في عصره بمسجد العساكرة 

## حياته العلمية
سمع و قرأ على جماعة منهم
- القاضي ناصر الدين أبو البقاء بن رزين
- الخطيب سراج الدين الصيرفي
- الجمال يوسف بن عبد الهادي المعروف بان المبرد
- الشيخ ابو الفتح السكندري المزي
- ابن النعميمي

تفقه بعمه الجمال بن طولون و اخد عن السيوطي اجازة مكاتبة في جماعة من المصريين و آخرين من الحجاز حفظ (المختار) في الفقه على مذهب أبي حنيفة النعمان، و عرضه على الشيخ زين الدين بن العيني الصالحي، ثم حفظ كتاب (المنار) في أصول الفقه للعلامة حافظ الدين النسفي، و كتاب ( الخلاصة الألفية) في النحو للامام جمال الدين بن مالك، و ( المقدمة الأجرومية) للامام أبي عبد الله بن أجروم ، و(كتاب الحدود) للامام أبي عبد الله الأبدي ، و (المقدمة الجزرية) لشيخ القراء شمس الدين بن الجزري، و عرضها في سنة اربع و تسعين على جماعة منهم شيخ الحنفية عز الدين بن الحمراء و شيخ الشافعية تقي الدين بن قاضي عجلون و شيخ الحنابلة شهاب الدين العسكري و غيرهم

شارك في علوم شتى، حتى في التعبير والطب، ويذكر الغزي في الكواكب السائرة ان الشيخ المسلك أحمد ابن الشيخ العارف بالله تعالى سليمان الشلاح الصوفي قال:
كنت عند والدي فدخل عليه الشيخ شمس الدين بن طولون زائراً، فلما جلس تقدم رجل من الفقراء، فقص على الوالد أنه رأى في منامه النبي صلى الله عليه وسلم وأنه أسود اللون فقال الشيخ سليمان: هنا مولانا الشيخ شمس الدين يعبر لك هذه الرؤيا، فقال الشيخ شمس الدين: هذه الرؤيا تدل على أن الرائي مبتدع مخالف لسنة النبي صلى الله عليه وسلم، لأن السواد غير صفة النبي صلى الله عليه وسلم، والرؤيا تمل على حال الرائي، فالظاهر أنه على غير السنة، فاستعاذ الرجل من ذلك وقال: ليس في عقيدتي شيء من ذلك فقال له الشيخ: لا بد لك أنك مخالف للسنة في شيء، فلا بد أن تتوب منه فقال: ما أعرف من نفسي شيئاً من ذلك إلا أنه ربما تشاغلت عن الصلاة فقال: هو ذلك فإن الصلاة عمود الدين وأي مخالفة للسنة أعظم من ترك الصلاة، فاستعبر الرجل وأخذ عليه الشيخ العهد على التوبة

#### تلاميذه
وقد أخذ عن الشيخ شمس الدين بن طولون جماعة من الأعيان، وبرعوا في حال حياته منهم:
- الشيخ شهاب الدين الطيبي شيخ الوعاظ، والمحدثين
- الشيخ علاء الدين بن عماد الدين
- الشيخ نجم الدين البهنسي، خطيب دمشق،
- وممن أخذ عنه آخراً شيخ الإسلام الشيخ إسماعيل النابلسي، مفتي الشافعية،
- والشيخ العلامة زين الدين ابن سلطان مفتي الحنفية،
- وشيخ الإسلام شمس الدين العيثاوي، مفتي الشافعية في زمن الغزي صاحب الترجمة ،
- وشيخ الإسلام شهاب الدين الوفائي مفتي الحنابلة في زمن الغزي صاحب الترجمة ، وقريبه القاضي أكمل بن مفلح وغيرهم،

#### شعره
وكان الشيخ شمس الدين ربما نظم الشعر، وليس شعره بذاك على قلته، ومن جيده قوله ملمحاً بالحديث المسلسل بالأولية:
إرحم محبك يا رشا ... ترحم من الله العلي

فحديث دمعي من جفا ... ك مسلسل بالأولي 
ومن شعره :
ميلوا عن الدنيا ولذاتها... فإنها ليست بمحموده....واتبعوا الحق كما ينبغي... فإنها الأنفاس معدوده....
 
فأطيب المأكول من نحلة...وأفخر الملبوس من دوده...

## مؤلفاته
ذكر ابن طولون أسماء مؤلفاته في كتابه « الفلك المشحون» وقد قام الباحثون المعاصرون بعدها فبلغت (757) مؤلفاً في أنواع العلوم المتقدمة وغيرها من الأبحاث الدينية والأدبية. كثير منها رسائل صغيرة ومنها ما يبلغ المجلد، أو عدة مجلدات، وهو عدد كثير أيضاً. يوجد عدد كبير منها في مكتبة العلآمة المحقق المصري أحمد تيمور
كتب بخطه كثيرا من الكتب وعلّق ستين جزءا سماها (التعليقات) أكثرها من جمعه وبعضها لغيره.
- أمراء مصر في الإسلام
- إعلام السائلين عن كتب سيد المرسلين.[10]
- إعلام الورى بمن ولي نائبا من الأتراك بدمشق الشام الكبرى
- الأحاديث المائة: المشتملة على مائة نسبة الى الصنائع
- الائمة الاثنا عشر
- التعريف لفن التصحيف
- التقييدات الشاذة من فوائد الاستعاذة
- الشذرة في الاحاديث المشتهرة
- الفلك المشحون في أحوال محمد بن طولون
- القلائد الجوهرية في تاريخ الصالحية
- الكناش لفوائد الناس
- اللمعات البرقية: في النكت التاريخية
- المسائل الملقبات في علم النحو
- انباء الأمراء بأنباء الوزراء
- بسط سامع المسامر في أخبار مجنون بني عامر: وبآخره أخبار ليلى الأخيلية وتوبة، وأخبار قيس بن ذريح ولبنى
- تاريخ المزة وآثارها: وفيه المعزة فيما قيل في المزة
- تبيين القدر لليلة القدر
- تمرين الفرائض في حساب القيراط في الفرائض
- رسائل تاريخية
- رسالة في الفقه
- رسالة في تفسير قوله تعالى: ان ابراهيم كان أمة
- رسائل بمدح دمشق
- زبدة الأنموذج فيما ورد في الفالوذج
- شرح قوله صلى الله عليه و سلم "سبعة يظلهم الله في ظله"
- فص الخواتم فيما قيل في الولائم
- قضاة دمشق: الثغر البسام في ذكر من ولي قضاء الشام
- قيد الشريد من أخبار يزيد
- كتاب الاربعين في فضل الرحمة والراحمين
- كمال المروة في جمال الفتوة
- متعة الاذهان: من التمتع بالاقران بين تراجم الشيوخ والاقران
- مفاكهة الخلاّن في حوادث الزمان
- نقد الطالب لزغل المناصب
- نوادر الاجازات والسماعات: عليها خطوط كبار الحفاظ والمحدثين المكيين والمصريين والشاميين
- المستفاد من كتاب الأحاديث المسموعة في دور القرأن والحديث والجوامع والمدارس بدمشق وضواحها.
- جواب السؤال عن أحكام الدجال
- ذخائر القصر في تراجم نبلاء العصر.[9]

## تحقيق كتبه
وصلت لنا الكثير من كتبه بخط يده الذي يتميز بصعوبته، ورغم عن ذلك نجح الكثير من المحققين بتحقيقيها منهم:
- مهنا حمد المهنا (انباء الأمراء بأنباء الوزراء)
- أبو عبد الرحمن المصري الاثري ( التخرير المرسخ في أحوال البرزخ)

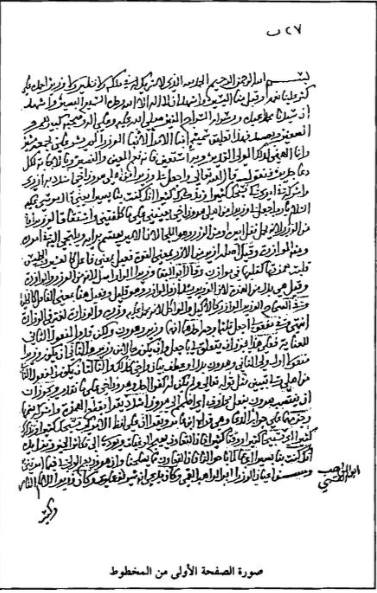
صورة عن الصفحة الاولى لمخطوط لابن طولون الدمشقي (كتاب ابناء الأمراء بأنباء الوزراء)

## وفاته
توفي يوم الأحد حادي عشر أو ثاني عشر جمادى الأولى سنة ثلاث وخمسين وتسعمائة 953 هـ - 1546 م، ودفن بتربتهم، عند عمه القاضي جمال الدين، بالسفح قبلي الكهف الخوارزمية، ولم يعقب أحداً، ولم يكن له زوجة حين مات وقيل لم يتزوج.